# Coprinellus ellisii
Coprinellus ellisii (P.D. Orton) Redhead, Vilgalys & Moncalvo – gatunek grzybów należący do rodziny kruchaweczkowatych (Psathyrellaceae).

## Systematyka
Pozycja w klasyfikacji według Index Fungorum: Coprinellus, Psathyrellaceae, Agaricales, Agaricomycetidae, Agaricomycetes, Agaricomycotina, Basidiomycota, Fungi.
Po raz pierwszy opisał go w 1960 r. Peter Darbishire Orton nadając mu nazwę Coprinus ellisii. W 2001 r. Redhead, Vilgalys i Moncalvo w wyniku badań filogenetycznych stwierdzili, że rodzaj Coprinus jest polifiletyczny  i rozbili go na kilka rodzajów.

## Występowanie
W Europie Coprinopsis ellisii to gatunek szeroko rozprzestrzeniony, ale rzadki. W Polsce do 2011 r. był nieznany. Brak go w Krytycznej liście wielkoowocnikowych grzybów podstawkowych Polski W. Wojewody, nie wymienia go także A. Bujakiewicz w swoich listach grzybów wielkoowocnikowych Polski z roku 2004 i 2006. Po raz pierwszy znaleźli go 27 czerwca 2009 r. B. Gierczyk i T. Pachlewski nad potokiem Rzeczyca po zachodniej stronie zabudowań wsi Ustrzyki Górne, w pobliżu szlaku turystycznego na Wielką Rawkę. Jeden owocnik tego grzyba rósł w lesie mieszanym na pniu olszy szarej.
Saprotrof. Rośnie na opadłych gałązkach lub liściach drzew liściastych. Prawdopodobnie jest przeoczany ze względu na duże podobieństwo do innych gatunków grzybów dawniej zaliczanych do czernidłaków.

## Gatunki podobne
Niektórzy mykolodzy uznają C. elisii za odmianę czernidłaka podwórzowego (Coprinellus domesticus),  inni za odrębny gatunek. Według Index Fungorum jest odrębnym gatunkiem. Główną cechą różnicującą te gatunki jest szerokość zarodników, (3,5) 4,0–5,0 μm dla C. domesticus i 3,0–4,0 μm dla C. ellisii. Ponadto owocniki C. ellisii są mniejsze i mają podstawę trzonu podobną do pochwy.

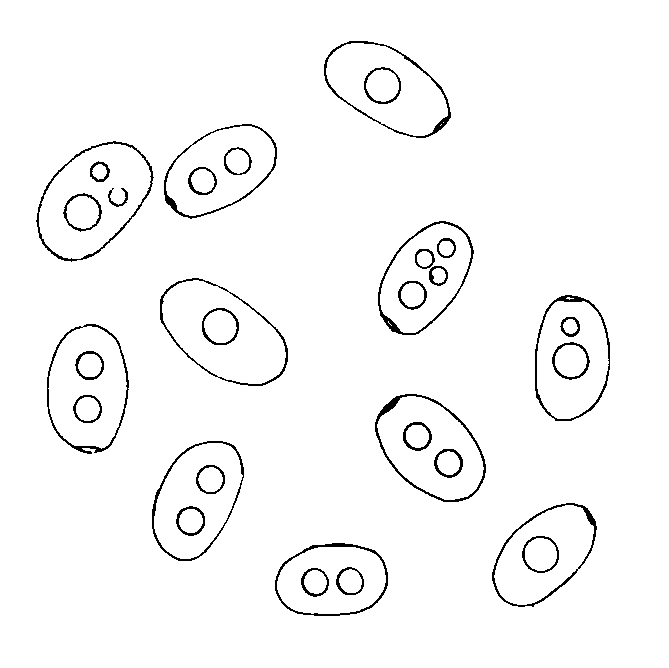
Zarodniki